# Mikrotuner
Ein Mikrotuner ist ein elektrisches Gerät oder ein Audioprogramm, mit dem man Musikinstrumente auch außerhalb der Halbtonstimmung (zum Beispiel für Mikrotonale Musik) stimmen kann. Unter dem Ausdruck versteht man auch eine mechanische Stimmvorrichtung für Alt-Saxophone bei der die Schallröhre gleich nach dem Mundstück mit einer Stellschraube teleskopartig um ca. einen halben Zentimeter verlängert bzw. verkürzt werden kann, v. a. bei Saxophonen der Firma C. G. Conn. Diese tauchten um 1918 erstmals im Sortiment auf und wurden bis in die 1930er Jahre produziert. Einige Saxophonhersteller in Europa (Beaugnier, Dolnet, Hüller, Keilwerth und andere) kopierten dies. Da diese Feinabstimmung auch durch mehr oder weniger weites Aufstecken des Mundstückes auf die Schallröhre erfolgen kann und diese teleskopartige Vorrichtung eine Fehlerquelle (Undichtheit) darstellt, werden heutige Saxophone durchwegs ohne diese gebaut.